# Абу Мусаб аз-Заркави
Абу́ Муса́б аз-Зарка́ви (араб. أبو مصعب الزرقاوي‎; 20 октября 1966 — 7 июня 2006) — иорданский террорист, лидер созданной им организации «Единобожие и джихад» (ныне функционирует группировка «Исламское государство», созданная на её основе), был лидером исламистской террористической группировки «Аль-Каида в Ираке».
7 июня 2006 года аз-Заркави и шесть его соратников были убиты двумя бомбами, сброшенными американским истребителем-бомбардировщиком.

## Биография
Аз-Заркави родился, предположительно, 20 октября 1966 года в городе Зарка, в 21 км от столицы Иордании Аммана. Его настоящее имя, предположительно, — Ахмад Фадиль Наззал аль-Халайла (араб. أحمد فاضل نزال الخلايلة‎). Был участником Афганской войны, в годы которой воевал против Советской Армии. По возвращении в Иорданию был замечен в подрывных действиях против короля, за что был арестован и провёл семь лет в тюрьме (1992—1999). Выйдя на свободу, организовал радикальную группировку «Джамаат ат-Таухид валь-Джихад» (c 2003 года перебазировавшуюся в Ирак). Аз-Заркави подозревается в организации множества террористических актов, в том числе взрывов с использованием заминированных автомобилей, направленных против иностранцев, иракцев, сотрудничающих с американскими военными силами и новой иракской администрацией в Ираке, и иракских шиитов. Кроме того, аз-Заркави организовывал похищения иностранных заложников и лично участвовал в их казнях.
Американские власти назначили награду в 25 миллионов долларов США за его поимку.
По данным американских спецслужб, аз-Заркави был одним из ближайших соратников Усамы бен Ладена в международной террористической организации «Аль-Каида» и руководителем иракской группировки «Ансар аль-Ислам».
Мировую известность аз-Заркави получил благодаря государственному секретарю США Колину Пауэллу, который зимой 2003 года, выступая на заседании Совета безопасности ООН и пытаясь доказать, что Ирак угрожает всему миру своим оружием массового поражения и связан с «Аль-Каидой», рассказал, в частности, о якобы связующем звене между Саддамом Хусейном и Усамой бен Ладеном. Этим связующим звеном и был Абу Мусаб аз-Заркави.
Вскоре после окончания боевых действий, когда никаких следов химического оружия в Ираке не было найдено, из «помощника Усамы бен Ладена по химическому оружию» аз-Заркави переквалифицировали в руководителя иракской ячейки «Аль-Каиды».
В начале 2004 года призвал находящихся в Чечне боевиков отправиться в Ирак «для борьбы с США».
В 2004 году Абу Мусабу аз-Заркави стали приписывать организацию практически всех крупных терактов, как в Ираке, так и за его пределами.
Одной из важных деталей в описании Абу Мусаба аз-Заркави с самого начала было его увечье. Ещё Колин Пауэлл утверждал, что во время Афганской войны он был ранен в ногу и долго лечился. В конце концов ногу ему ампутировали. Операция была сделана в Багдаде, и это считалось доказательством связей аз-Заркави с Саддамом Хусейном.
Однако в 2004 году американские спецслужбы пересмотрели свои первоначальные данные и было объявлено, что террорист вовсе не инвалид.
18 сентября 2004 года организация «Единобожие и джихад», возглавляемая аз-Заркави, объявила о начале беспрецедентной акции по скупке похищенных иностранцев у криминальных банд. Иракские спецслужбы полагают, что местные криминальные главари наладили своеобразный бизнес: они похищают иностранцев, а затем по дешёвке продают их людям аз-Заркави.
В октябре 2004 года аз-Заркави дал присягу Усаме бен Ладену, назвав свою организацию «Аль-Каида в Ираке».
20 ноября 2005 года 57 старейшин клана Халейла — одного из наиболее влиятельных бедуинских родов в Иордании, имеющего родственные связи даже с правящей в Иордании хашимитской династией, — подписали открытое письмо, в котором они отреклись от своего родственника и осудили террористические акции аз-Заркави. Поводом для этого послужили три взрыва в отелях Аммана, произошедшие в ноябре 2005 года. Ответственность за эти взрывы взяла на себя группировка аз-Заркави. Сам же он выступил с угрозами убить короля Иордании Абдаллу II.
7 июня 2006 года аз-Заркави и шесть его соратников были убиты двумя бомбами, сброшенными американским истребителем-бомбардировщиком F-16 в семи километрах от города Баакуба. Бомбы попали в здание, расположенное по координатам 33°48′02″ с. ш. 44°30′48″ в. д., в котором в это время находился Абу Мусаб аз-Заркави вместе с шестью другими лицами.